# Ống thông mũi
Ống thông mũi là một thiết bị được sử dụng để cung cấp oxy bổ sung hoặc tăng luồng khí cho bệnh nhân hoặc người cần trợ giúp hô hấp. Thiết bị này bao gồm một ống nhẹ, ở một đầu tách thành hai ngạnh được đặt trong lỗ mũi và từ đó hỗn hợp không khí và oxy chảy ra. Đầu kia của ống được kết nối với nguồn cung cấp oxy như máy tạo oxy cầm tay hoặc kết nối tường trong bệnh viện thông qua lưu lượng kế. Ống thông thường được gắn vào bệnh nhân bằng cách móc ống quanh tai bệnh nhân hoặc bằng dây chằng đầu. Hình thức sớm nhất và được sử dụng rộng rãi nhất của ống thông mũi dành cho người lớn đưa vào 1-5 lít oxy mỗi phút.
Ống thông mũi với các ngạnh nhỏ hơn dành cho trẻ sơ sinh hoặc trẻ sơ sinh có thể truyền ít hơn một lít mỗi phút. Tốc độ dòng chảy lên tới 60 lít không khí/oxy mỗi phút có thể được cung cấp thông qua ống thông mũi khoan rộng hơn.
Ống thông mũi được Wilfred Jones phát minh và được cấp bằng sáng chế vào năm 1949 bởi công ty của ông, BOC.

## Ứng dụng

### Bổ sung oxy

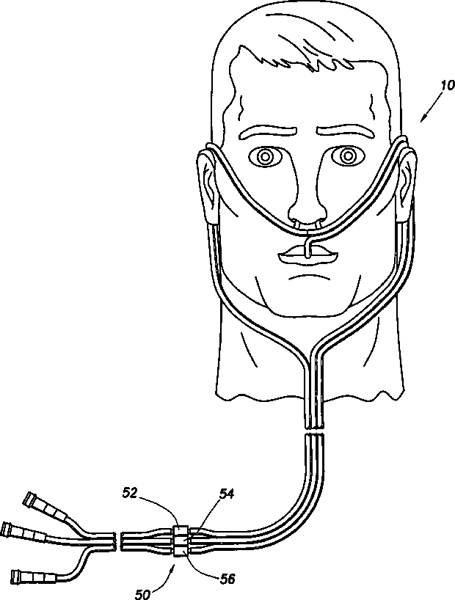
Ngạnh chia ống thông mũi

Một ống thông mũi thường được sử dụng bất cứ nơi nào cần một lượng nhỏ oxy bổ sung, mà không cần kiểm soát hô hấp cứng nhắc, chẳng hạn như trong liệu pháp oxy. Hầu hết các ống thông chỉ có thể cung cấp oxy ở tốc độ dòng chảy thấp, tối đa 5 lít mỗi phút. Tốc độ trên 5 l/phút có thể gây khó chịu cho bệnh nhân, làm khô đường mũi và có thể chảy máu mũi (chảy máu cam). Ngoài ra với tốc độ dòng chảy trên 6L/phút, dòng chảy tầng trở nên hỗn loạn và liệu pháp oxy được cung cấp chỉ có hiệu quả như cung cấp 5-6 L/phút.
Ống thông mũi thường được sử dụng ở bệnh nhân cao tuổi hoặc bệnh nhân có thể được hưởng lợi từ liệu pháp oxy nhưng không yêu cầu ống thông phải tự hô hấp. Những bệnh nhân này không cần oxy đến mức đeo mặt nạ không tái thở. Nó đặc biệt hữu ích ở những bệnh nhân bị co mạch có thể tác động tiêu cực đến tình trạng của họ, chẳng hạn như những người bị đột quỵ.